# Desoria pallipes
Desoria pallipes is een springstaartensoort uit de familie van de Isotomidae. De wetenschappelijke naam van de soort is voor het eerst geldig gepubliceerd in 1942 door Kos.